# 斯帕斯 (桑比爾區)
49°23′37″N 22°58′4″E / 49.39361°N 22.96778°E

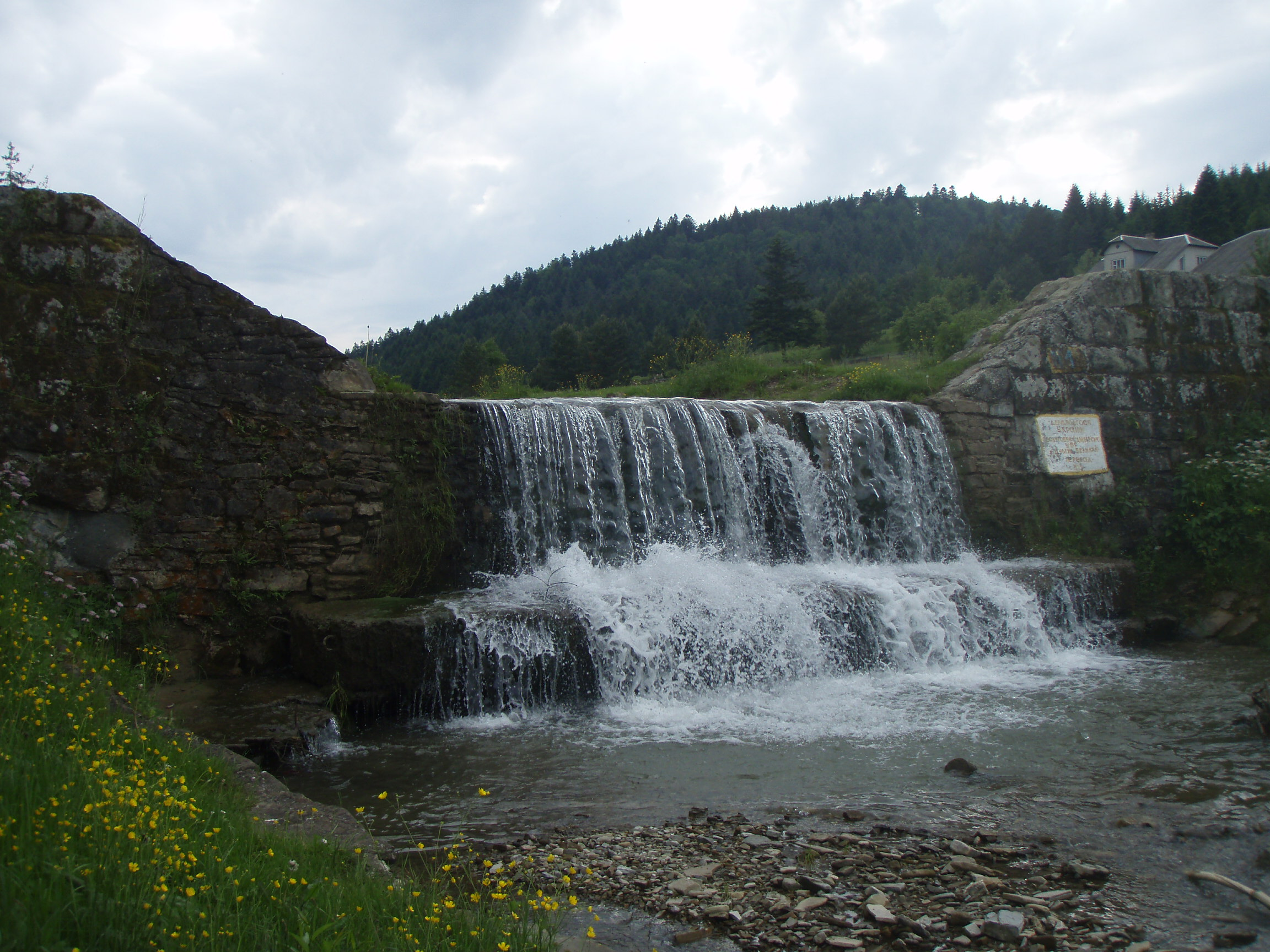

斯帕斯（羅馬化：Spas），是烏克蘭西部的村莊，隸屬利維夫州的桑比爾區。該村面積0.62平方公里，海拔高度373米，2001年人口493，人口密度每平方公里795.16人。